# هنریتا مک کال
هنریتا مک کال (به انگلیسی: Henrietta McCall) نویسنده رده کودک و نوجوان است. هنریتا مک کال دانش آموخته رشته مصرشناسی از دانشگاه آکسفورد و عضو شورای انجمن موزه بریتانیا است . هنریتا مک کال به پژوهش های تخصصی در زمینه ادبیات بین النهرین مشغول است و روی متون اصلی که به زبان میخی نوشته شده اند کار می کند

## کتابشناسی
برخی آثار منتشر شده از هنریتا مک کال:
1. اسطوره های بین النهرینی (Mesopotamian Myths)؛ این کتاب توسط «عباس مخبر» ترجمه شده و «نشر مرکز» آن را منتشر کرده است.
2. زندگی روزانه مصریان باستان (In the Daily Life of the Ancient Egyptians)
3. زندگی‌نامه مکس مالون (The Life of Max Mallowan: Archaeology and Agatha Christie)
4. مومیایی های مصری (Egyptian Mummies)
5. هرم (Pyramid)
6. مومیایی ها (Mummies)
7. موجودات افسانه ای (Fabeltiere. Von Drachen, Einhörnern und anderen mythischen Wesen)